# 日尼
日尼（法語：Gigny，法語發音：[ʒiɲi]），亦称叙朗河畔日尼（Gigny-sur-Suran，[ʒiɲi syʁ syʁɑ̃]），是法国汝拉省的一个市镇，属于隆斯勒索涅区。

## 地理
日尼（46°27'7"N, 5°27'40"E）面积16.04 平方千米，位于法国勃艮第-弗朗什-孔泰大區汝拉省，该省份为法国东部内陆省份，北起上索恩省，西北接科多尔省，西临索恩-卢瓦尔省，南至安省，东与杜省和瑞士接壤。
与日尼接壤的市镇（或旧市镇、城区）包括：皮莫兰、昂德洛-莫尔瓦勒、格赖和沙尔奈、卢瓦西亚、莫讷泰、韦里亚、瓦勒叙朗。
日尼的时区为UTC+01:00、UTC+02:00（夏令时）。

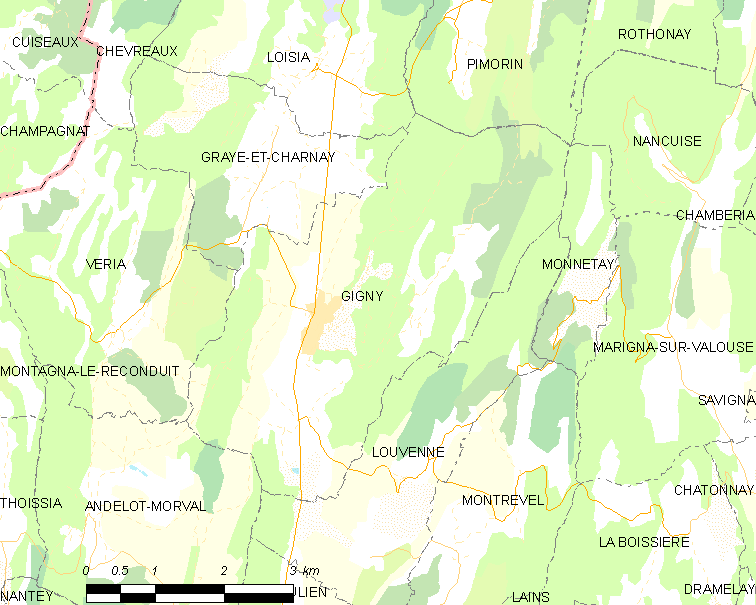
日尼的OSM定位图

## 行政
日尼的邮政编码为39320，INSEE市镇编码为39253。

## 政治
日尼所属的省级选区为圣阿穆尔县。

## 人口

1962-2008年间日尼人口变化图示

日尼于2022年1月1日时的人口数量为267人。